# Światłodruk

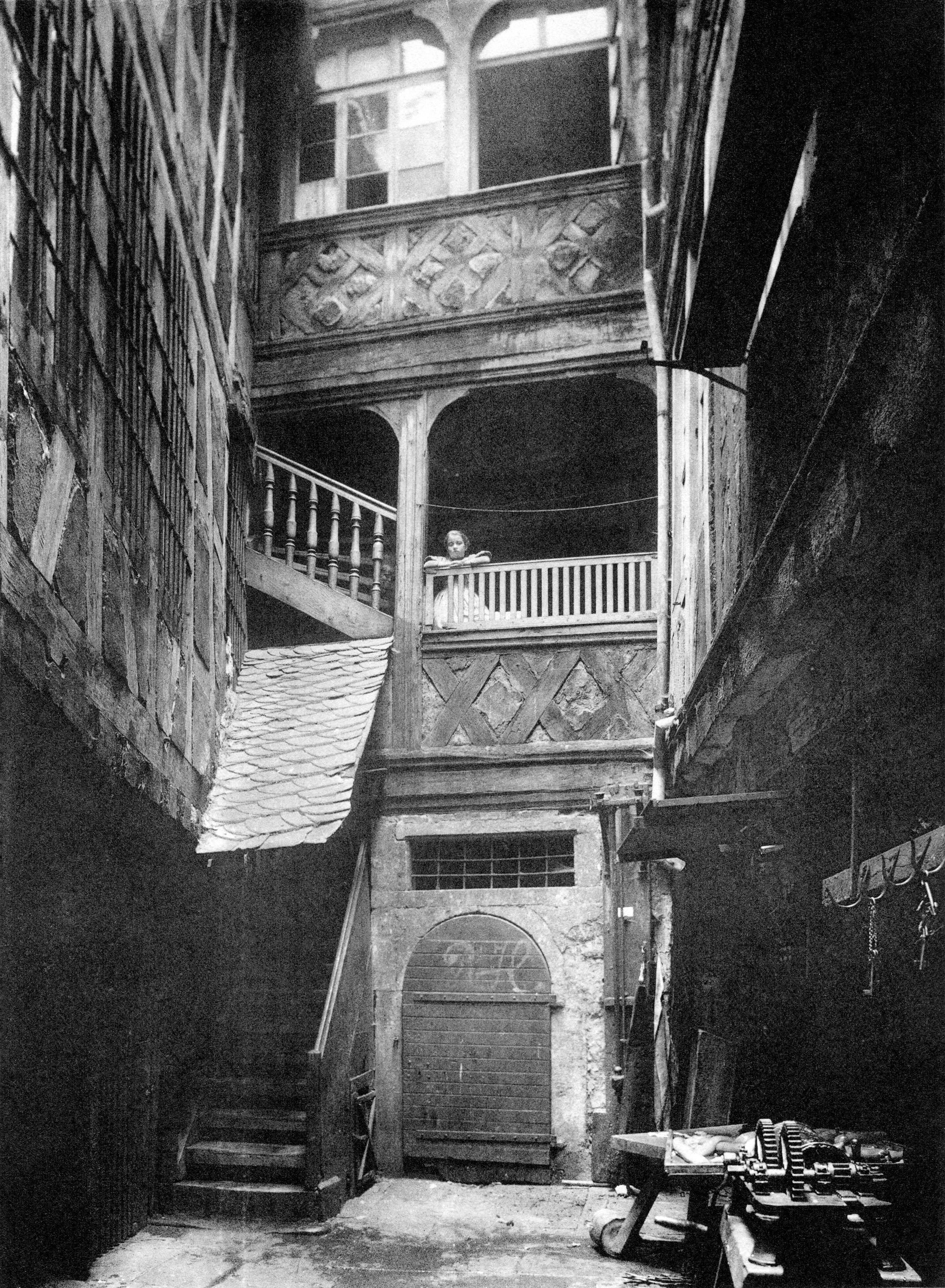
Odbitka wykonana techniką światłodruku (1880)

Światłodruk (fototypia, collotypia lub albertotypia) – technika druku płaskiego nie wykorzystująca rastra. Forma światłodrukowa wykonana jest z żelatyny. Żelatynę uczuloną dwuchromianem potasu wylewano na taflę szkła lustrzanego lub płytę metalową. Tak przygotowaną formę drukową naświetlano przez negatyw lampami łukowymi lub światłem słonecznym. Była ona bardzo delikatna i nietrwała.
Jako jedyna z technik, światłodruk nie posiada rastra, dlatego wydruk jest bardzo realistyczny.
Światłodruk w 1856 roku wynalazł Francuz Louis-Alphonse Poitevin. Jednak poważne ulepszenie wprowadził w 1868 roku Niemiec Joseph Albert. Niegdyś technikę światłodruku stosowano w poligrafii. Obecnie jest to technika wykorzystywana rzadko, najczęściej do celów artystycznych. Można ją również stosować przy reprodukcji wszelkiego rodzaju grafik, malarstwa, starodruków, dzieł sztuki itp.